# 東京赤ずきん
『東京赤ずきん』（とうきょうあかずきん）は、玉置勉強による漫画作品。全4巻。
ある雑誌での一話限りの読みきり作品として始まった経緯があり、その後角川書店刊行『エース特濃』2003年Vol.3からVol.5に掲載後、幻冬舎刊行『月刊コミックバーズ』2004年6月号から2006年10月号まで連載された。

## あらすじ
舞台は、暴力や犯罪が蔓延る近未来の東京。赤ずきんは狼さんを待っていた。狼さんに食べられる為に生きていた。銃を持ち、人を何人も殺し、身体を八つ裂きにされても死ぬ事が出来ないのは、全部狼さんに食べられる為。
どうして赤ずきんは狼さんに食べられなければならないのか。
赤ずきんは狼さんに出会うことが出来るのか。

## 登場人物

### 主要キャラクター
赤ずきん
本作の主人公。自己再生能力を持ち、「他者との肉体的同化」「髪を自由に操る」などの技が確認されている。多くの場面ではショットガンを使用。標準的な格好は赤い頭巾にプリーツスカート、特徴は腰まで届く三つ編み。
本名：アスタルテ。元々は魔界の王女で成人女性だったが、狼計画中に天使であるセオスの陰謀に落ち、魔界を追放。人間界の土地、東京に落とされる。その時にダンタリアンによって不死身の童女となった上に記憶を消された為、東京を放浪した後、マルコの営む店に身を寄せる。以後、「赤ずきん」と自称。
ヴィヴィアン
4本の手を持つ異型のアーティファクト。元々は狼計画の一環で生み出された失敗作の一体だったが、廃棄される前に作業員に拾われ、飼われていた。だが問題を起こし、事の発覚を恐れた作業員に人間界へ落とされる。その後、4本の腕を持つ異型の殺し屋として東京で活動。ジェンティーレから赤ずきんの殺害を依頼されたが、敗北。以降、赤ずきんと共にマルコの店に身を寄せる。
丸眼鏡をかけており、髪を額で2つに分けるヘアスタイルの大人しそうな少女。実際には生まれてから数百年を経ているらしい。
ルカ
少年の姿をした夢魔。純情な乙女の夢に忍び込み生気を奪う為に、人間界を放浪していた。赤ずきんの夢の中に入り生気を奪おうとしたが、返り討ちに遭って猫の姿に変えられてしまう。以降は弄ばれつつも行動を共にすることに。赤ずきんの力によってか、夢魔スタイル、猫スタイル、猫耳手夢魔スタイルの3つの姿で登場。赤ずきんによってマゾヒストにされてしまった。
アスベエル
魔界でアスタルテの側近をしていた悪魔。
アスタルテが記憶を消され人間界に落とされて以降、「赤ずきん」となったアスタルテのモニターを監視していたが、ダンタリアンの命によって人間界に降り立つ。以降、赤ずきんと行動を共にする。
軽薄そうな外見の男で、人間界の食べ物を好んで食べる。アスタルテのことを「姫」と呼び、彼女の事になると必死になる。

### キーパーソン
ルーポ
「狼計画」の要である狼として生まれたアスタルテ（赤ずきん）の実の息子。
セオスの手によって人間界に連れ去られ、以後人間界の教会で育てられる。魔界での記憶は残っていないものの、時々フラッシュバック（のような異変）を起こし情緒不安定になる。
ベッテガ
神（?）の命を受け狼計画を阻む天使。本名：セオス。魔界でアスタルテに近づき、窮地に陥れ、ルーポを連れ去る。その後、彼を人間の教会に預け、人間界に落ちてきたアスタルテこと「赤ずきん」共々監視を続ける。普段はビジネスマンの格好だが、戦いなどに際すると背中に一対の翼を生やす。

### 協力者・敵対関係
マルコ
人肉販売店「STOMACO DI FERRO」（鉄の胃）を経営するイタリア人の男。
日本語を理解できず、目の前で日本語の会話が始まると怒る。転がり込んできた赤ずきんに対して初めは発砲するも、頭の一部が吹っ飛んでも生きている化物のような有様を気に入り、赤ずきんを雇う。性的変態であり、彼のベッドは跳んだり跳ねたりしてもOKな特注製、天井には牛でも吊り下げられるフックが備えてある。
ウィッチ・アローザ
通称：ローザ。ベッテガに偏愛する長髪に巨乳の美女。年齢は20代後半から30代前半と思われる。
新興（カルト）宗教の教祖かつ魔術師。マルコの店の客で、当初は赤ずきんらと共に行動するものの、ベッテガの興味が赤ずきんに向いている事に対し嫉妬する。結果、ヴェルノを手先に赤ずきんを殺そうとするが、寸前の所でベッテガに見付かってしまい、殺された。
ヴェルノ
ローザの部下で、優秀なネクロマンサー。10代前半と思われ、自身が使役するアンデッド同様、つぎはぎだらけの身体である。口癖は、「…だお」。ローザの命令で赤ずきんを殺そうとするが、寸前でベッテガに見付かり、即刻殺された。手には布団叩きを持っているが、戦いに使用した形跡はなし。
元ネタは桜玉吉の漫画『しあわせのかたち』の登場人物、本田べるの。
ファブリツィオ・ジェンティーレ
赤ずきんを捕まえる事に固執する警部。「蒲田の蛇」を自称する。捕まえる事の出来ない赤ずきんに業を煮やし、ついに刑事を辞め、ヴィヴィアンに赤ずきんの殺しを依頼する。ヴィヴィアンと赤ずきんとの殺し合いを監視していたが、執念を失い、自殺してしまう。その後、ヴェルノが操る死体としてもう一度登場。その際には異常な執念すらも復活しており、赤ずきんを抱きながら行動を停止した。
ダンタリアン
全ての知識を司るという魔界の公爵であり、頭に角を生やした悪魔。狼計画を発案し進めるもセオスの策略によって狼を奪われ、その腹癒せを兼ねてアスタルテを童女の姿に替え、不死の呪いをかけた上で人間界に落とす。その後、赤ずきんとなったアスタルテの監視をアスベエルに命じる。知識を司るとはいうものの、最新の機械関連には弱い。
キサ・ヴァニタス
神（?）に赤ずきん（アスタルテ）を殺すよう命じられた褐色の肌をした天使。
強大な戦闘力を持つが、理性に乏しく性格も傲慢。「羽を刃のように発射する」「翼で相手を切り刻む」等の技が確認されている。なお、天使に性別は関係ないらしく、両性具有である。

### その他
神父（仮）
ルーポを預かる教会の神父。ベッテガの部下。度々中傷に遭う。ルーポを預かるも、自分が強大な計画に巻き込まれている事に耐えかね、心を痛めている。これが原因でアルコールに依存している様子。
筋肉質の天使（仮）
理性に乏しいキサを人間界に単独で放つ事を危惧した神（?）の命により、理性と知識を有しているモノとしてキサを監視するために人間界へ送られた。ヴィヴィアンとの戦闘時、「名前も持っていない」と自らを表現しており、固有名は与えられていないと思われる。ただ、筋肉質な身体にパンツ一丁という姿で登場したために、このような仮名とした。
神（?）
魔界と相対する世界の支配者的存在。狼計画を阻止しようとセオスを送り込むが、そのセオスの暴走ともとれる行動を危惧する。作中では明確に表現がなされていないが、天使を従えることなどから、キリスト教的な「神」と思われる。その姿を描写したものは無く、台詞と神殿をバックにした画像のみが登場する。
片倉（仮）
単行本2巻で登場する強化人間。赤ずきんを誘き寄せるために10代前半の少女を次々に殺していた。8人目の少女を殺害した現場で赤ずきんに遭遇し、当初は赤ずきんに対し善戦するも、結局は殺される。登場シーンでの格好は体操服にブルマー（しかし片倉は小太りの中年男性である）。極度のロリコンで、10代前半以外の女に興味を示さない。彼に対し強化手術を行ったのはベッテガ。胸には「5-A片倉」とあった為、このような仮名になった。
山田
キサが人間界に登場するシーンで強姦を働こうとしていた集団の一員。一方的に女を殴っていた。キサの「黒い翼を持つ女を知らないか?」という問いに対し答えられず、殺される。
ショウジ
キサが人間界に登場するシーンで強姦を働こうとしていた集団の一員。突然現れたキサにモーションをかけるも、輪切りにされて殺された。
託児所の少女（仮）
ルーポと同じく教会に預けられている少女。年齢は10代に届くか届かないかといった程。ルーポを「お兄ちゃん」と呼び慕っていたが、ルーポが不安定な際に会ってしまい暴行を受ける。

## 用語
狼計画
魔界の公爵ダンタリアンが図った計画で、魔界と天界との力の均衡を元に戻すための計画。ただアスベエルは、この計画がダンタリアンの己の権力拡大の一環であると危ぶみ、アスタルテに具申する。
ルーポに赤ずきんを食わせ、それによりルーポを狼として覚醒させ、魔界の強力な戦力にする物と思われる。

## 書籍情報
- 幻冬舎コミックス（バーズコミックス）
  1. 2004年6月24日発売、ISBN 4-34-480416-3
  2. 2005年1月24日発売、ISBN 4-34-480510-0
  3. 2005年11月24日発売、ISBN 4-34-480644-1
  4. 2006年9月22日発売、ISBN 4-34-480845-2

## 関連作品
『クロズキン』- 世界観を同じくするマグコミ連載中（マッグガーデン刊行）の漫画